# Musée de Guérin
Le Musée de Guérin est une institution muséale qui se situe dans la municipalité de Guérin, dans la région de l'Abitibi-Témiscamingue dans la province de Québec. Guérin se situe à 12 km de Notre-Dame-du-Nord et à proximité de la rivière des Outaouais et du lac des Quinze. Cette municipalité se trouve également près de la communauté de Timiskaming First Nation.
Ce site historique fait découvrir aux visiteurs le mode de vie d'autrefois au Témiscamingue, notamment la vie religieuse, de même que les transformations du monde agricole des années 1950. Le musée de Guérin est membre de la société des musées du Québec. Il est aussi membre du Réseau muséal de l'Abitibi-Témiscamingue. Il fait également partie du regroupement témiscamien Mémoires des Chemins d'eau.

## Historique
Le village de Guérin, situé au nord du Témiscamingue, a été fondé vers 1908 par le père Armand Laniel.
Bien avant l'arrivée des Eurocanadiens, les cantons de Rémigny et de Guérin étaient peuplés par les Anicinabek. Lorsque les commerçants de bois sont arrivés dans cette zone, il y avait un petit village anicinabe près de la ferme Klock à proximité du lac des Quinze.
La municipalité de Guérin a été officiellement fondée en 1911. Un bureau de poste y vit le jour au cours de la même année. L'église Saint-Gabriel-Archange et le presbytère furent également construits pendant cette période.
Bien avant la fondation de la municipalité, l'activité forestière y était pratiquée depuis 1872. Cependant, c'est à partir du début du XXe siècle que les travailleurs y vécurent en permanence. Ce village constitue la localité agricole du Témiscamingue la plus avancée géographiquement vers le nord. En raison de la fertilité de son sol, la population pouvait se consacrer à l'agriculture et offrir aux chantiers forestiers du foin, de l'avoine et des pommes de terre.
Le musée de Guérin vit officiellement le jour en 1980. Une authentique maison de colonisation datant de 1919 fut alors relocalisée sur ce site historique. Le musée est situé en plein cœur du village de Guérin. Il raconte comment les gens vivaient au Témiscamingue dans les années 1940 et 1950.

## Expositions
Le musée de Guérin traite la ruralité québécoise dans les années 1940 et 1950. Ce musée représente un village témiscamien de l'époque et on y présente les innovations qui ont fait évoluer le monde agricole et la vie rurale jusqu'aux années 1950. On y raconte également l'histoire des personnages importants de la communauté. Différentes activités et jeux s'offrent aux visiteurs de différents âges. Par exemple, la série d'activités Hommage à nos grands-mères invite les touristes à relever différents défis liés au savoir-faire de nos grand-mères. Ces activités permettent par le fait même d'apprendre aux visiteurs les rôles importants qu'occupaient les femmes dans la vie quotidienne du milieu rural au Témiscamingue.

## Lieux
La petite maison familiale nommée la maison du cultivateur contient plus de 4000 objets religieux, domestiques et agricoles datant surtout des années 1940 à 1960. La collection comporte non seulement des artefacts religieux, mais aussi de nombreuses pièces de mobilier et des pièces textiles associées au culte, comme des vêtements, des broderies, des drapeaux et des emblèmes. Le musée de Guérin est constitué de quatre bâtiments. Il comprend deux bâtiments patrimoniaux, l’église de colonie de 1910 et l’ancien presbytère, lequel fut construit en 1912. À cela s'ajoute la grange qui aborde le volet agricole dans les années 1940 et 1960 et finalement le resto-dépanneur souvenirs d'Antan, une entreprise d'économie sociale qui aide à financer le musée depuis plus de 15 ans. Le presbytère et l'église ont été rénovés en 1999.
Le musée fait partie des musées reconnus par Québec, mais il ne reçoit aucune subvention permanente . Le musée fonctionne grâce au bénévolat. Il est administré par la Société du Patrimoine de Rivière des Quinze, un organisme à but non lucratif. En plus des membres du conseil d’administration, l’institution compte sur les services de bénévoles et de deux guides saisonniers en période estivale. Le site est depuis plusieurs années sous la responsabilité de deux bénévoles, Monique Baril et Lise Côté.